# James J. Howard

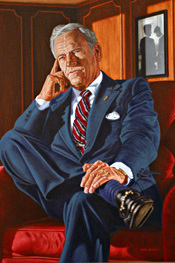
James J. Howard

James John Howard (* 24. Juli 1927 in Irvington, New Jersey; † 25. März 1988 in Washington, D.C.) war ein US-amerikanischer Politiker. Zwischen 1965 und 1988 vertrat er den Bundesstaat New Jersey im US-Repräsentantenhaus.

## Werdegang
James Howard besuchte bis 1941 die St. Rose School in Belmar. Zwischen 1944 und 1946 diente er während des Zweiten Weltkrieges in der United States Navy im pazifischen Raum. Danach absolvierte er im Jahr 1947 die Asbury Park High School. Anschließend studierte er bis 1952 an der St. Bonaventure University in Olean (New York) das Fach Pädagogik. Im Jahr 1958 beendete Howard seine Ausbildung mit einem Abschluss an der Rutgers University in New Brunswick. Bereits seit 1952 arbeitete er zwischenzeitlich als Lehrer. Diese Tätigkeit setzte er bis 1964 fort.
Politisch schloss sich Howard der Demokratischen Partei an. Bei den Kongresswahlen des Jahres 1964 wurde er im dritten Wahlbezirk von New Jersey in das US-Repräsentantenhaus in Washington gewählt, wo er am 3. Januar 1965 die Nachfolge von James C. Auchincloss antrat. Nach elf Wiederwahlen konnte er bis zu seinem Tod am 25. März 1988 im Kongress verbleiben. In diese Zeit fielen unter anderem das Ende des Vietnamkrieges und die Watergate-Affäre. Seit 1981 war James Howard Vorsitzender des Committee on Public Works and Transportation. Nach seinem Tod fiel sein Abgeordnetenmandat an Frank Pallone.